# Majak (rejon mohylewski)
Majak (biał. Маяк; ros. Маяк) – wieś na Białorusi, w obwodzie mohylewskim, w rejonie mohylewskim, w sielsowiecie Wiendaraż.